# Destroyer
Destroyer (puni naslov: Destroyer, or About How to Philosophize with the Hammer) četvrti je studijski album norveškog black metal-sastava Gorgoroth. Diskografska kuća Nuclear Blast Records objavila ga je 11. svibnja 1998. godine.

## O albumu
Prvi je album s pjevačem Gaahlom i gitaristom Tormentorom. Također je posljednji album s bubnjarom Frostom do albuma Ad Majorem Sathanas Gloriam, na kojem je svirao kao dodatni glazbenik, i posljednji s pjevačem Pestom do albuma Quantos Possunt ad Satanitatem Trahunt. Jedini je album s T-Reaperom i bubnjarom Vrolokom.
Na albumu su sudjelovala četiri pjevača – Gaahl (na pjesmi "Destroyer"), Infernus (pjesme " Blodoffer" i "Slottet i det fjerne"), Pest (na četirima pjesmama) i T-Reaper (na jednoj pjesmi)
Na pjesmi "The Devil, the Sinner and His Journey" klavijature svira Ivar Bjørnson, član sastava Enslaved; na uratku se služi pseudonimom Daimonion.
Album je ponovno objavljen 2006. godine na vinilu, a objavila ga je diskografska kuća Back on Black Records.

## Popis pjesama
| 1.    | »Destroyer«                                 | Infernus             | Tormentor           | 3:49 |
| 2.    | »Open the Gates«                            | Pest                 | Infernus            | 5:29 |
| 3.    | »The Devil, the Sinner and His Journey«     | Infernus             | Infernus            | 2:36 |
| 4.    | »Om kristen og jødisk tru«                  | Pest                 | Infernus            | 4:47 |
| 5.    | »På slagmark langt mot nord«                | Pest                 | Infernus            | 5:08 |
| 6.    | »Blodoffer«                                 | Infernus, Tormentor, | Infernus, Tormentor | 3:19 |
| 7.    | »The Virginborn«                            | Pest                 | Infernus            | 8:15 |
| 8.    | »Slottet i det fjerne« (obrada Darkthronea) | Fenriz               | Fenriz              | 3:41 |
| 37:04 |                                             |                      |                     |      |

## Zasluge
| Gorgoroth - Gaahl - vokali (na pjesmi 1.) - Infernus - gitara (pjesme 2. – 7.), bas-gitara (pjesme 1., 3., 5. – 6.), bubnjevi (pjesme 5. – 6.), vokali (pjesme 6., 8.), produkcija - Tormentor - gitara (pjesme 1. – 2., 4. – 8.), svi instrumenti (na pjesmi 8.) - Vrolok - bubnjevi (pjesme 2., 4., 7.) - Pest - vokali - Ares - bas-gitara (pjesme 2., 4., 7.) - T-Reaper - vokali (pjesma 3.) - Frost - bubnjevi (na pjesmi 3.) | Dodatni glazbenici - Daimonion – klavijature (na pjesmi 3.) Ostalo osoblje - Pytten - inženjer zvuka - Peter Tägtgren - miks |